# Monacký průkaz totožnosti
Monacký průkaz totožnosti (francouzsky: Carte d’identité monégasque électronique) neboli CIME vydává monackým občanům monacká radnice. Lze jej použít jako cestovní doklad při návštěvě zemí Schengenského prostoru (kromě Islandu a Švédska), států CEFTA (kromě Severní Makedonie a Srbska) a také Andorry, Gibraltaru, Rumunska a Montserratu (max. 14 dní). Průkaz pro monackou radnici vyrábí společnost Oberthur Technologies.
Od 30. března 2009 jsou vydávány monacké průkazy totožnosti obsahující biometrický čip. Platnost průkazu je 5 let od data vydání.